# Игл Бенд (Минесота)
Игл Бенд (енгл. Eagle Bend) град је у америчкој савезној држави Минесота.

## Демографија
По попису из 2010. године број становника је 535, што је 60 (-10,1%) становника мање него 2000. године.
| Група             | 2000.       | 2010.       |
| Белци             | 584 (98,2%) | 515 (96,3%) |
| Афроамериканци    | 0 (0,0%)    | 1 (0,2%)    |
| Азијати           | 2 (0,3%)    | 3 (0,6%)    |
| Хиспаноамериканци | 5 (0,8%)    | 7 (1,3%)    |
| Укупно            | 595         | 535         |